# Európai nyérc
Az európai nyérc (Mustela lutreola) az emlősök osztályának a ragadozók (Carnivora) rendjébe és a menyétfélék (Mustelidae) családjába tartozó faj.

## Elterjedése
Az európai nyérc a természetben elsősorban Észtországban, Oroszországban, Ukrajnában, Spanyolországban, Franciaországban és Romániában él.
Az európai nyérc állományai rendkívül megfogyatkoztak, mondhatni napjaink legveszélyeztetettebb menyétféléjéről van szó. Hazánkból feltehetően kipusztult, bár a szakemberek vitatják, hogy hazánk jelenlegi területén valójában élt-e hajdanán.
Hazánkban fokozottan védett!

## Alfajai
- északi nyérc Mustela lutreola lutreola - Oroszország európai részének északi része és Finnország
- francia nyérc Mustela lutreola biedermanni - Franciaország
- Mustela lutreola binominata
- közép-európai nyérc Mustela lutreola cylipena - a Kalinyingrádi terület, Litvánia, Lettország nyugati része, [Lengyelország], Románia, a volt Jugoszlávia országai; Magyarország területéről kihalt
- közép-oroszországi nyérc Mustela lutreola novikovi - Észtország, Lettország keleti része, Fehéroroszország, Ukrajna keleti része és Oroszországban a Don és a Volga alsó szakaszai mentén
- kárpáti nyérc Mustela lutreola transsylvanica - Moldova, Románia és Bulgária
- kaukázusi nyérc Mustela lutreola turovi - a Kaukázus vidéke

## Megjelenése

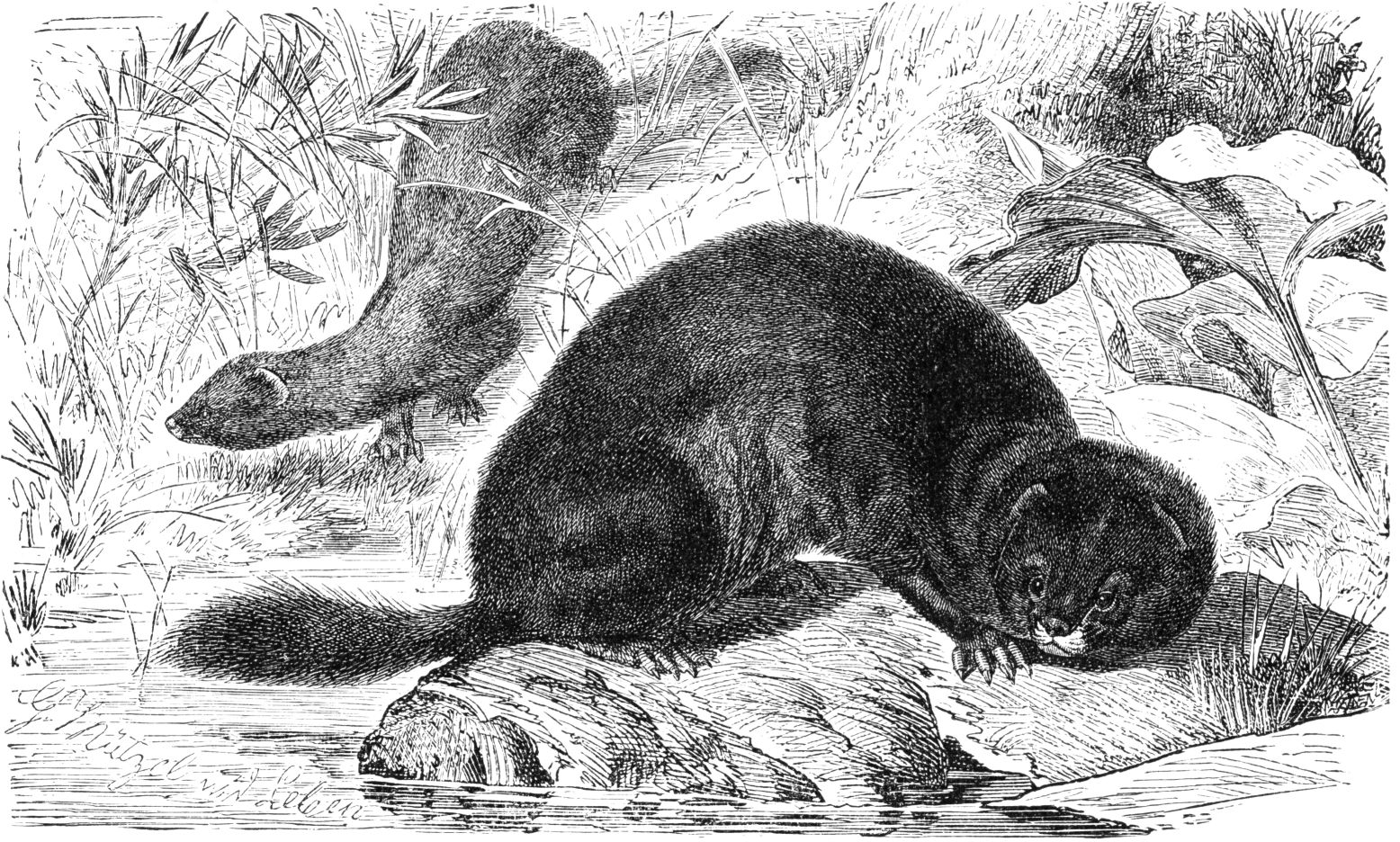
Európai nyérc

Testhossza a farkával együtt 35-58 centiméter, testtömege: nagyjából 1 kilogramm. Törzse megnyúlt, karcsú; lábai rövidek, köztük az ujjakat úszóhártya köti össze. Bundája egyöntetűen barna színezetű, a tarkójától a farkáig sötétebb árnyalatú, mint az oldalakon. A test alsó fele szürkésbarnába átmenő. Torokfoltja kicsi, világos sárga vagy fehéres. Felső ajka elöl, alsó ajka pedig egészében fehér. (A külön telepeken tenyésztett amerikai nyérctől (Neovison vison) ez a leginkább megjegyezhető különbsége, mivel utóbbi fajnak a felső ajka sosem fehér, hanem – mint a teste – barna, vörösesbarna.)

## Életmódja
Főleg a vizes élőhelyekhez kötődik, a tavak, folyók, patakok szakadékos partjait, nádasait, a partok sűrű növényzetét szereti. A nappalt barlangban, sziklahasadékokban vagy gyökerek alatt alussza végig. Tápláléka főleg kisebb halakból áll, de elfogyasztja a békákat és a folyami rákot, valamint a pézsmapockot és kisebb vízimadarakat is.

## Szaporodása

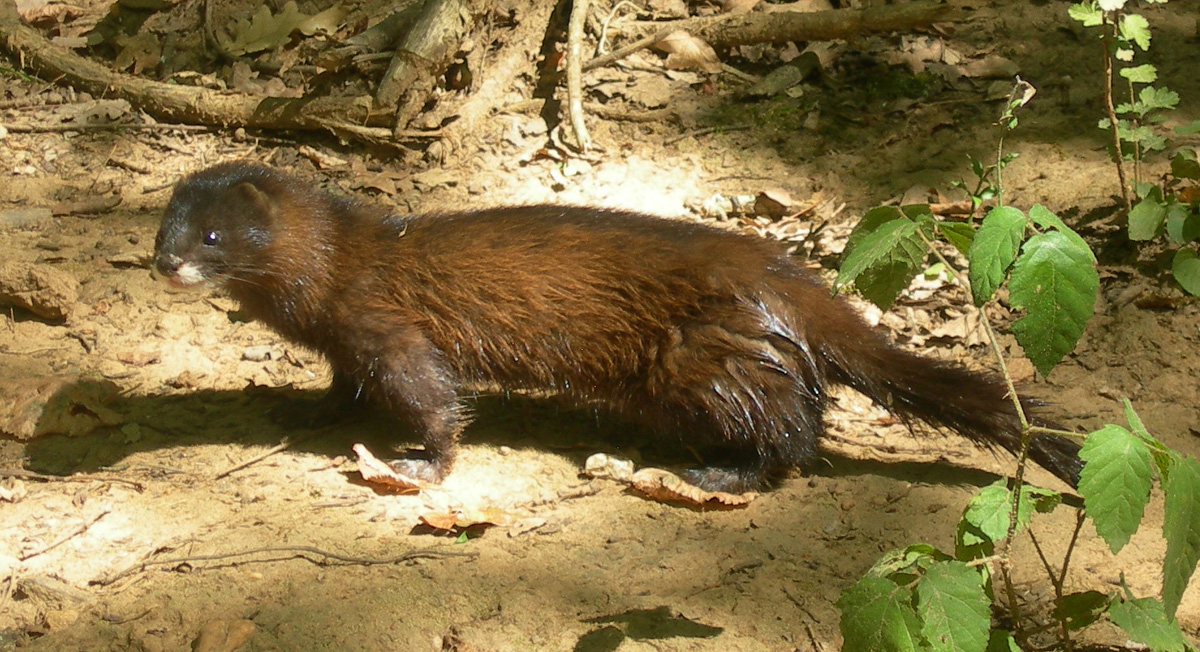

Párzása a késő téli, kora tavaszi hónapokra esik (január-március közötti időszakra), mindössze 1-3 napig tart. Vemhességi ideje 63-65 nap, a kölykök fehér, selymes bundával és vakon születnek. Szemük 30-35 napos korukban nyílik ki, önállóságukat 3-4 hónaposan érik el. Másfél-kétévesen ivarérettek.